# Altai-Seidelbast
Der Altai-Seidelbast (Daphne altaica) ist eine Pflanzenart aus der Gattung Seidelbast (Daphne) und gehört zur Familie der Seidelbastgewächse.

## Merkmale
Der Altai-Seidelbast ist ein Strauch, der Wuchshöhen von 40 bis 80 (120) Zentimeter erreicht. Die Blätter messen 2,5 bis 6,5 × 0,7 bis 1,5 Zentimeter und sind beiderseits kahl. Die Blütenröhre ist spärlich seidenhaarig. Der Fruchtknoten ist kahl. Die Frucht ist gelblichrot.
Die Blütezeit reicht von Mai bis Juni.

## Vorkommen
Der Altai-Seidelbast kommt in Zentral-Asien und West-Sibirien in Strauchsteppen vor.

## Nutzung
Der Altai-Seidelbast wird selten als Zierpflanze für Steingärten und Heidegärten genutzt. Die Art ist seit 1796 in Kultur.

## Belege
- Eckehart J. Jäger, Friedrich Ebel, Peter Hanelt, Gerd K. Müller (Hrsg.): Rothmaler Exkursionsflora von Deutschland. Band 5: Krautige Zier- und Nutzpflanzen. Spektrum Akademischer Verlag, Berlin Heidelberg 2008, ISBN 978-3-8274-0918-8.